# أديل وونغ
أديل وونغ (بالصينية: 王筱惠؛ بالإنجليزية: Adele Wong) هي ممثلة سنغافورية، ولدت في 8 مارس 1983 في سنغافورة.

## وصلات خارجية
- أديل وونغ على موقع IMDb (الإنجليزية)